# Greg Sage
Greg Sage (Portland, 21 de outubro de 1952) é um compositor, guitarrista e vocalista americano, considerado uma influência importante para muitos artistas de punk rock e pós-punk. Entre 1977 e 1988, Greg foi o principal compositor da influente banda de punk rock Wipers, formada em Portland, Orégon.

## Biografia
Greg Sage foi o guitarrista, vocalista e letrista da banda Wipers. Seu envolvimento com a música começou com o corte de discos em casa quando adolescente, devido ao seu pai estar envolvido na indústria da transmissão. O primeiro instrumento de Greg foi o baixo, por causa dos tons baixos que produziam sons maiores nos discos de vinil devido a modulações mais lentas. Os baixos eram mais difíceis de encontrar e muito mais caros quando Greg estava na escola, e por isso decidiu tocar guitarra.
Greg está envolvido na música profissionalmente desde os 17 anos, seu primeiro trabalho foi em um álbum completo do lutador profissional Beauregarde (Beauregard, de 1971; relançado 2004). Depois de vários anos tocando e gravando guitarra, Greg fundou o Wipers em Portland, Orégon em 1977.
O clima das letras de Greg são frequentemente sombrias e repletas de referências a confusão e alienação grave. As estruturas de suas músicas costumam ter reviravoltas inesperadas e são tipificadas por passagens melódicas fraturadas, pontuadas por grandes e intricadas partes de guitarra, e uso de fortes distorções. Greg utiliza a guitarra Gibson SG canhoto de 1969 com o tremolo de Bigsby anexado.

## Wipers
Em 1977, Greg formou os Wipers (o nome da banda se refere ao seu antigo trabalho de lavar janelas), e tudo começou como sendo apenas um projeto de gravação. O plano era gravar 15 LPs em 10 anos sem turnê ou promoção. Acreditava que seria possível evitar shows ao vivo, imprensa, fotos e entrevistas, e isso juntamente com a aura de sua música pouco ortodoxa, encorajaria um envolvimento mais profundo e imaginativo com suas gravações.
Em 1979, Greg estabeleceu sua própria gravadora, Trap, e pediu a várias bandas punk de Portland que gravassem singles. Algumas dessas bandas foram The Stiphnoyds, The Neo Boys e Sado Nation. Mais tarde, ele relançou parte do material em um álbum de compilação intitulado The History Of Portland Punk.

## Carreira solo
Desde o fim dos Wipers, Greg também gravou vários álbuns como músico solo e opera sua própria gravadora, a Zeno Records, com sede em Phoenix, Arizona onde reside atualmente.

## Discografia

### Solo
- Straight Ahead (1985)
- Sacrifice (For Love) (1991)

### com Wipers
- Is This Real? (1980)
- Youth of America (1981)
- Over the Edge (1983)
- Land of the Lost (1986)
- Follow Blind (1987)
- The Circle (1988)
- Silver Sail (1993)
- The Herd (1996)
- Power in One (1999)